# Siêu cúp bóng đá Somalia
Siêu cúp bóng đá Somalia là giải đấu bóng đá ở Somalia, diễn ra giữa hai đội vô địch của Giải bóng đá hạng nhất quốc gia Somalia và Cúp bóng đá Somalia.

## Kết quả
- 2013: Elman FC 1–1 (5–4 pen.) Benadir SC[1]
- 2017: Elman FC 1–0 Dekedaha FC[2]